# Вулиця Федора Андерса (Солом'янський район)
Вулиця Федора Андерса — вулиця в Солом'янському районі міста Києва, місцевість Совки. Пролягає від Колоскової вулиці до Медової вулиці. 

## Історія
Вулиця виникла у наприкінці 2010-х під проєктною назвою Проєктна 13111. Назва на честь українського інженера Федора Андерса — з 2019 року.
Неподалік до 1980-х років також існувала вулиця Федора Андерса. 